# Alue Buya Pasi
Alue Buya Pasi is een bestuurslaag in het regentschap Bireuen van de provincie Atjeh, Indonesië. Alue Buya Pasi telt 571 inwoners (volkstelling 2010).